# 径向基函数网络
在数学建模领域，径向基函数网络（Radial basis function network，縮寫 RBF network）是一种使用径向基函数作为激活函数的人工神经网络。径向基函数网络的输出是输入的径向基函数和神经元参数的线性组合。径向基函数网络具有多种用途，包括包括函数近似法、时间序列预测、分类和系统控制。他们最早由布魯姆赫德（Broomhead）和洛維（Lowe）在1988年建立。 
径向基函数网络通常有三层：输入层、隐藏层和一个非线性激活函数和线性径向基神经网络输出层。输入可以被建模为实数向量。输出是输入向量的一个标量函数。